# Presence (Led Zeppelin)
Presence is het zevende album van de Britse rockband Led Zeppelin. Het album werd in november en december van 1975 opgenomen en op 31 maart uitgebracht op het eigen label Swan Song Records. Na het uitbrengen van Physical Graffiti had de band een wereldtournee voor 1975/1976 gepland staan. Doordat zanger Robert Plant op 4 augustus 1975 een auto-ongeluk had op het Griekse eiland Rhodos moest deze tournee uitgesteld worden. In de periode hierna, toen hij herstelde van het ongeluk, schreef hij samen met Jimmy Page genoeg materiaal voor een nieuw album. Dat nieuwe album moest daarna in drie weken tijd opgenomen worden in de Musicland Studios te München, want de Rolling Stones had de studio na hen geboekt.
Het album stond in 1976 totaal 7 weken genoteerd in de Nederlandse Album Top 100 met als hoogste notering de 5e positie.

## Composities
Alle muziek en teksten zijn geschreven door Robert Plant en Jimmy Page, tenzij anders aangegeven. Volgens de band is "Nobody's Fault But Mine" geschreven door Blind Willie Johnson. 
| 1.                 | Achilles Last Stand                     | 10:25 |
| 2.                 | For Your Life                           | 6:20  |
| 3.                 | Royal Orleans (Bonham/Jones/Page/Plant) | 2:58  |
| 4.                 | Nobody's Fault But Mine                 | 6:27  |
| 5.                 | Candy Store Rock                        | 4:07  |
| 6.                 | Hots on for Nowhere                     | 4:43  |
| 7.                 | Tea for One                             | 9:27  |
| Totale duur: 44:25 |                                         |       |

## Bezetting
- - Jimmy Page - gitaar, producer
  - Robert Plant - zang en mondharmonica
  - John Paul Jones - basgitaar
  - John Bonham - drums en percussie

## Productie en techniek
- Peter Grant - uitvoerend producent
- Keith Harwood - technicus, mixen
- Jeremy Gee - technicus
- George Hardie - ontwerp albumhoes
- Hipgnosis - ontwerp albumhoes